# Трамплин Дофине
Трамплин Дофине (фр. Tremplin du Dauphiné) — лыжный трамплин во французскм городе Сен-Низье-дю-Мушрот недолеко от Гренобля.

## История
Когда Гренобль был выбран в качестве столицы зимних Олимпийских игр 1968 года, в Сен-Низье-дю-Мушрот, защищённом от ветра и с прекрасным видом на Гренобль, было решено возвести для предстоящих соревнований большой трамплин мощностью K90 (нормальный трамплин был построен в Отране).
Его возведение началось летом 1966 года. Внешний вид трамплина был спроектирован архитектором Пьером Даллозом, а его профиль немецким архитектором Хейни Клопфером. А уже в январе 1967 года, до завершения всех работ, на нём прошли первые соревнования, во время тренировочных прыжком на которых спортсмены показывали результаты в районе 112 метров. Окончательно трамплин был готов летом 1967 года. Стоимость строительства составила 5,9 млн. франков и оплачивалась французским государством (80 %) и городом Греноблем (20 %).
Во время Олимпиады на нём проходило соревнование по прыжкам с трамплина. Оно состоялись 18 февраля в присутствии 70 тысяч зрителей и завершилось победой советского спортсмена Владимира Белоусова, которая остаётся единственный олимпийской наградой в истории советских/российских прыжков с трамплина.
В 1970-х годах был реконструирован с увеличением мощности до К112, но при этом почти не использовался не только для международных, но даже и местных соревнований. Только дважды принимал этапы Кубка мира по прыжкам с трамплина — 9 и 10 февраля 1980 года и 28 февраля 1981 года. Этап в 1982 году был отменён из-за отсутствия снега.
Трамплин заброшен с 1990 года когда бывший мэр города Сен-Низье-дю-Мушрот решил прекратить его содержание после строительства олимпийского трамплина в Куршевеле на котором проходили соревнования на зимних Олимпийских играх 1992 года в Альбервилле и всех последующих турнирах по прыжкам. Затраты на демонтаж или ремонт в ходе исследования были оценены слишком высокими и с течением времени состояние фундамента начало ухудшаться и в настоящее время он разрушается.

## Рекорды
| Дата       | Спортсмен           | Длина   | Турнир                                                |
| ---------- | ------------------- | ------- | ----------------------------------------------------- |
| 1967       | Бьёрн Виркола       | 99,0 м  | Международная неделя прыгунов                         |
| 18.02.1968 | Белоусов Владимир   | 101,5 м | Олимпийские игры (на K-90)                            |
| 28.02.1981 | Роджер Рууд         | 111,0 м | Кубок мира по прыжкам с трамплина                     |
| 27.02.1983 | Оле Гунар Фидьестол | 116,5   | Континентальный кубок по прыжкам на лыжах с трамплина |